# King of Arms
King of Arms (ang. król herbowy) – tytuł heroldów w Zjednoczonym Królestwie.
Naczelnymi heroldami w Zjednoczonym Królestwie są:
- Garter Principal King of Arms – Wielki Herold Anglii, któremu podlegają:
  - Norroy and Ulster King of Arms – odpowiada za heraldykę północnej Anglii i Północnej Irlandii
  - Clarenceux King of Arms – odpowiada za tereny na południe od rzeki Trent

- Lord Lyon King of Arms – Wielki Herold Szkocji

herb heroldii Anglii – College of Arms
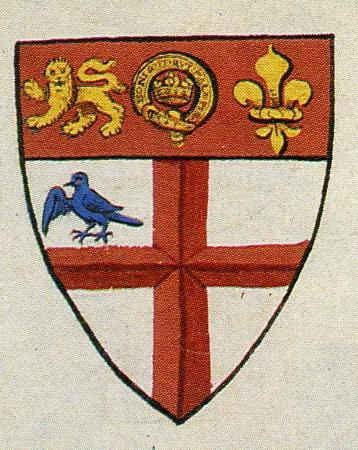
herb Gartera
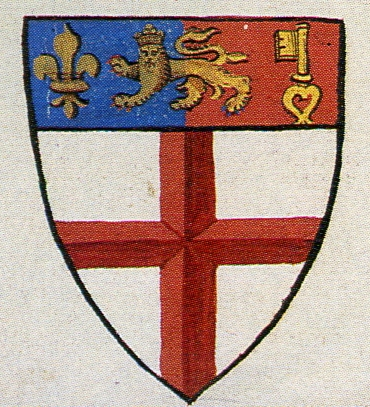
herb Norroya
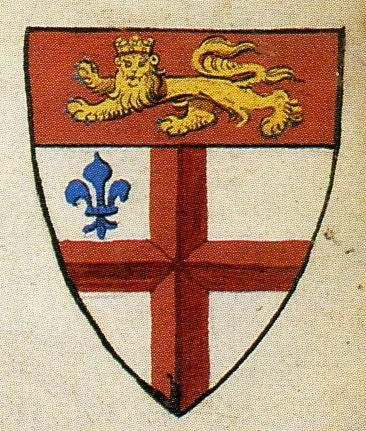
herb Clarensa

Wielkiemu Heroldowi Anglii prócz dwóch innych królów herbowych pomagają heroldowie (Heralds of Arms):
- Chester Herald of Arms
- Lancaster Herald of Arms
- Richmond Herald of Arms
- Somerset Herald of Arms
- Windsor Herald of Arms
- York Herald of Arms

oraz persewanci, czyli heroldowie pomocnicy (Pursuivants of Arms):
- Bluemantle Pursuivant of Arms
- Portcullis Pursuivant of Arms
- Rouge Croix Pursuivant of Arms
- Rouge Dragon Pursuivant of Arms

prócz tego powoływani są jeszcze nadzwyczajni heroldowie-pomocnicy i inni urzędnicy heroldii odpowiedzialni za poszczególne kraje i regiony Brytyjskiej Wspólnoty.
Wielkiemu Heroldowi Szkocji podlegają heroldowie:
- Albany Herald of Arms
- Ross Herald of Arms
- Rothesay Herald of Arms
- Islay Herald of Arms
- Marchmont Herald of Arms
- Snowdoun Herald of Arms
- Orkney Herald of Arms

którym, podobnie jak w heroldii Anglii pomagają:
- Bute Pursuivant of Arms
- Carrick Pursuivant of Arms
- Unicorn Pursuivant of Arms
- Dingwall Pursuivant of Arms
- Kintyre Pursuivant of Arms
- Ormond Pursuivant of Arms
- Linlithgow Pursuivant of Arms
- Falkland Pursuivant of Arms
- March Pursuivant of Arms

Niekiedy niezwykle brzmiące tytuły królów herbowych, heroldów i persewantów są zazwyczaj dyktowane bardzo starą tradycją, ich określenia nawiązują do godeł królestwa, godeł rodów królewskich i książęcych, nazw orderów (np. Garter – Order Podwiązki) lub dóbr (np. Fitzallan Pursuivant od baronii Fitzallan w dobrach księcia Norfolk). W latach 1992–1995 zaszczytną funkcję Garter Principal King of Arms pełnił sir Conrad Marshall Swan, pierwszy w historii tego urzędu Kanadyjczyk, pochodzący ze starego polskiego rodu szlacheckiego Święcickich herbu Jastrzębiec.

## Literatura
- Henry Bedingfeld, Peter Gwynn-Jones, Heraldry, Wingston, 1993 ISBN 1-85422-433-6.